# Batalla de Cinoscéfalas (197 a. C.)
La batalla de Cinoscéfalas fue un enfrentamiento militar librado en 197 a. C. en el contexto de la segunda guerra macedónica, entre las legiones de la República romana, encabezadas por el procónsul Tito Quincio Flaminino, y el ejército del Reino de Macedonia, liderado por el rey Filipo V. El encuentro terminó en una decisiva victoria de Roma.

## Antecedentes
En 197 a. C. el cónsul Tito Quincio Flaminino ya había acabado su mandato pero logró convencer al Senado para que le extendiera sus poderes como procónsul. También sabía que el ejército de Filipo V de Macedonia estaba en algún lugar de Tesalia, pero desconocía exactamente dónde. Ordenó a los soldados cortar estacas y transportarlas para poder construir los campamentos militares (castra), luego avanzó hasta acampar en las cercanías de Feras.
Al siguiente amanecer envió exploradores a descubrir las posiciones del enemigo. Al mismo tiempo, Filipo V, al enterarse de que los romanos estaban cerca de Tebas, dejó Larisa y marchó hacia Feras. Aún era temprano en ese día cuando el monarca llegó a sus cercanías y mandó acampar. Filipo, a la mañana siguiente, mandó a su vanguardia hacerse con la cima de las colinas cercanas mientras sacaba del campamento al grueso de las tropas. Estos exploradores se encontraron con sus contrapartes romanas en las colinas cuando aún era de madrugada y ambas partes enviaron mensajeros a sus respectivos comandantes para informarles de la situación y preguntarles qué debían hacer. Ambos jefes mandaron retirarse de vuelta al campamento. Al otro día los macedonios enviaron 300 jinetes y otros tantos infantes ligeros a explorar las cercanías, mientras Flaminino enviaba los propios, incluyendo dos unidades de caballería etolia, muy conocedora del país. Ambas fuerzas se encontraron en las colinas cercanas a Feras, en la zona que lleva hacia Larisa, entablándose un combate feroz. Los etolios de Eupolemo lucharon vigorosamente y cuando llamaron a los itálicos, los macedonios estuvieron en aprietos. Después de una larga escaramuza, ambas fuerzas se retiraron a sus campamentos con aparente victoria etolia. El terreno impedía a los dos bandos desplegarse adecuadamente, plagado de árboles y cultivos, con muchos caminos estrechos o bloqueados.
Al día siguiente ambos ejércitos, al estar todo el terreno ya cosechado en Feras, se retiraron. Filipo V buscaba marchar a Escotusa, sabedor de que ahí encontraría suministros y un terreno apto para su ejército. Pero Flaminino se dio cuenta y se puso en marcha para llegar antes a Escotusa y destruir los suministros. Entre ambos ejércitos habían colinas muy altas, así que ninguno sabía que se movía en paralelo al otro. Después de todo un día, el procónsul acampó en un lugar llamado Eretria, en Ftiótide, mientras que el rey lo hizo a orillas del río Onchestos; ninguno de los dos conocía la posición del otro. A la siguiente jornada sucedió lo mismo, el primero llegó hasta el santuario de Tetis, en Farsalia, y el segundo hasta Melambium, cerca de Escotusa.
En cambio, Plutarco dice que ambos ejércitos se aproximaron a Escotusa sabiendo dónde estaba el otro. Los romanos esperaban vencer a los macedonios, conocedores de las proezas que habían logrado bajo el mando de Alejandro Magno un siglo atrás, y los macedonios consideraban a los romanos superiores a los persas pero esperaban que Filipo V demostrara ser mejor general que Alejandro. El monarca intentó dar un discurso, por lo que se subió a un montículo fuera de su campamento, exhortándolos a ser valientes y recordándoles sus victorias en toda Grecia pero aquel lugar era elevado por ser una fosa común sobre la que se había tirado mucha tierra. Los soldados lo vieron como un mal presagio y su moral se vio afectada, por ello se negó a luchar aquel día.

Mapa del mundo Egeo, circa 200 a. C.

## Fuerzas enfrentadas

### Romanos
Según los cronistas el tamaño de ambas fuerzas era similar, aunque el procónsul tenía una ventaja en caballería gracias a los etolios. Plutarco dice que Flaminino contaba con un ejército de 26 000 soldados, de los cuales 600 o 6000 infantes y 400 jinetes los proporcionaban sus aliados de Etolia. También había 500 cretenses y 300 apolonios armados con arcos y 1200 infantes traídos por Aminandro de Atamania. Contaba con elefantes de guerra, probablemente una decena de pequeños norteafricanos regalados por Masinisa, rey de Numidia (quien también aportó con 200 jinetes y 200 000 modii de trigo), y usados para cargar y romper las filas enemigas. Las fuerzas romanas constituían un ejército consular típico de la época, compuesto por dos legiones de ciudadanos romanos y dos alas de socios itálicos de 4200 infantes cada una, además de 300 jinetes por cada legión y hasta el triple de caballería por cada ala.

### Macedonios
El monarca contaba con una falange macedonia de 16 000 lanceros, lo mejor de su ejército. Los lanceros estaban armados con la sarisa, una lanza o pica de gran longitud. En terreno apropiado, perfectamente llano, la falange macedonia era invencible. Se les sumaban los contingentes de peltastas (llamados caetrati por los romanos), tracios e ilirios tralianos de 2000 soldados cada uno. Además, tenía 1500 mercenarios de diversas nacionalidades y 2000 guerreros a caballo. Estas tropas ligeras eran importantes, pues debían proteger ambos flancos si el enemigo intentaba atacar a la falange de frente o los falangistas avanzaban en orden oblicuo, como en Issos o Gaugamela.

## Batalla

### Lucha de las vanguardias

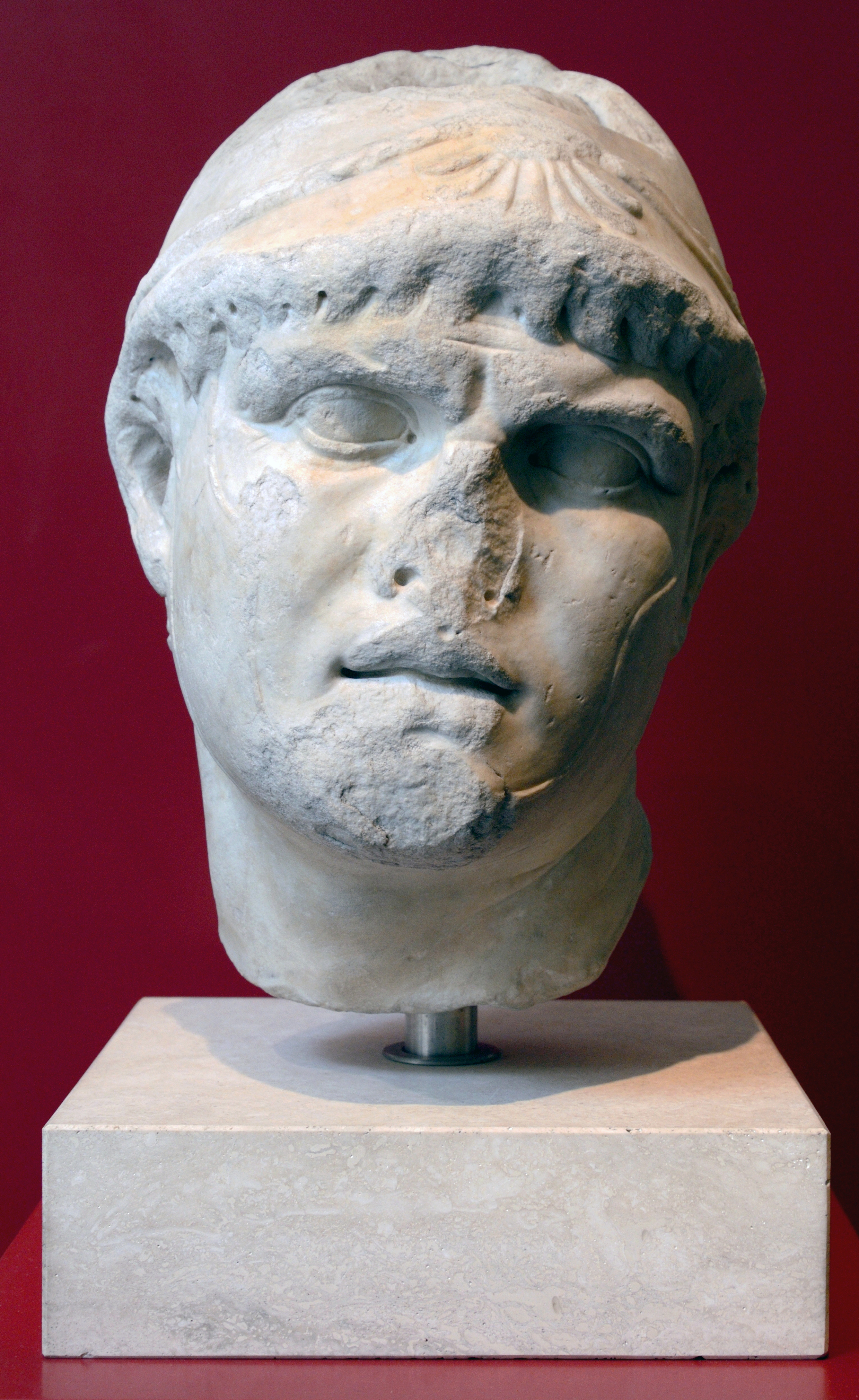
Busto de Filipo V.

Tras una noche de violenta lluvia, en la madrugada descendió una neblina que obstaculizaba la visión pero esto no detuvo a Filipo V de levantar su campamento y preparar a su ejército para marchar. También envió a las cimas de las colinas cercanas exploradores para buscar al enemigo, tratándose de un gran contingente de infantería y caballería. Estas colinas se llamaban Cynoscephalae o Cinoscéfalas, «las cabezas de los perros».
Por su parte, Flaminio, inicialmente no quiso salir del campamento por temor a un ataque sorpresa, pero inseguro por desconocer la ubicación de los macedonios, envió 10 unidades de caballería y 1000 infantes ligeros a la cima de las colinas a buscarlos.
Cuando ambas fuerzas se encontraron hubo un momento de sorpresa pero pronto se inició el combate, enviando ambos contendientes mensajeros a informar a sus comandantes. La vanguardia macedonia empezó a ceder terreno y pidió refuerzos a su rey, generalizando el combate, a la vez que Flaminino enviaba a los etolios Arquídamo y Eupolemo con dos tribunos a la cabeza de quinientos jinetes y dos mil infantes etolios. Esto permitió a los romanos expulsar a los macedonios de la cima.
Filipo V no esperaba que la batalla fuera ese día y había enviado numerosos soldados a buscar comida en las cercanías, pero al llegarle los informes y disiparse la neblina, mandó llamar a Heráclides de Girtón y Leo, jefes de la caballería tesalia y macedonia, y los envió a luchar en las colinas junto a todos los mercenarios con Atenágoras, excepto los tracios. Estos refuerzos, sumados a la vanguardia, formaron una fuerza tan grande que expulsaron a los romanos de la cima, pero gracias a la desesperada resistencia de la caballería etolia, muy superior al del resto de los griegos, lograron dejar de retroceder y formar una firme línea poco antes de llegar a la base de la colina.
Esto puso nervioso al procónsul, quien hizo formar a su ejército cerca de la vanguardia. A su vez, los mensajeros que le llegaban a Filipo V le anunciaban que los romanos estaban siendo vencidos y que debía aprovechar para acabar con ellos, y aunque al rey no le gustaba el terreno decidió creer en los informes optimistas y sacar a todo su ejército del campamento y luchar. La otra opción era arriesgarse a perder su vanguardia.

### Choque inicial

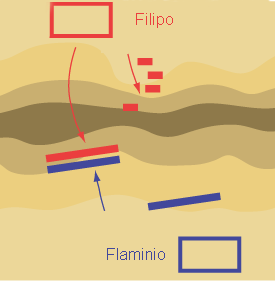
Primera fase: choque de la derecha macedonia con la izquierda romana. La izquierda de Filipo V sigue formándose.

Flaminino, tras formar en línea a sus fuerzas, decidió proteger la retirada de su vanguardia, así que se dirigió a sus legiones señalándoles al enemigo que tenían a la vista y les recordó que eran los mismos macedonios a los que habían vencido contundentemente en momentos anteriores de la guerra y que dicho reino había mantenido su prestigio pero no su fuerza (e incluso el prestigio de sus armas había decaído), por lo que no debían temerles en esos momentos. Luego les anunció que él creía que la voluntad de los dioses era que obtuvieran nuevamente la victoria.
El procónsul dejó en retaguardia al ala derecha de su ejército con los elefantes, mientras él mismo con la izquierda, avanzaba. Al ver aquellos refuerzos, la vanguardia romana resolvió volver al ataque. Así, la infantería pesada y la ligera consiguieron hacer retroceder a los macedonios, causándoles muchas pérdidas. Entre tanto, Filipo V con el grueso de su ejército fuera del campamento, avanzó con los peltastas y el ala derecha de su falange subiendo las colinas mientras mandaba a su general Nicanor el Elefante organizar al resto del ejército y luego seguirlo. Cuando ocupó la cima, el monarca vio que su vanguardia había perseguido tanto a los romanos que había desguarnecido las alturas. Pudo ver alegremente a su infantería ligera muy cerca del campamento del procónsul pero poco después sus hombres retrocedían caóticamente, debiendo actuar de improviso y con la mayoría de su falange sin formar.
Así, mientras su ala derecha comenzaba a desplegarse, sus mercenarios aparecieron perseguidos por el enemigo, y fueron incorporados al ala derecha a la vez que le mandaba girar hacia la derecha. La falange debía actuar o la infantería ligera sería masacrada. Viendo a las legiones cerca, el monarca ordenó a sus hombres bajar sus sarisas y cargar con su infantería ligera protegiendo a la falange por los flancos. Para evitar que la línea se rompiera, hizo que el largo de su frente fuera la mitad de lo usual, permitiendo mayor profundidad a la formación. Al mismo tiempo, el procónsul mandó a su propia infantería ligera retirarse a través de huecos entre las unidades de legionarios. Luego, con una señal de las trompetas, ordenó avanzar.
Los soldados involucrados en el encuentro dieron sus gritos de batalla mientras sus compañeros de la retaguardia los animaban, produciendo un espectáculo que según Polibio causaba «terror y ansiedad aguda». Gracias a estar en una posición elevada, tener mayor número y el poderío de sus sarisas y escudos interconectados, el ala derecha macedonia hizo retroceder a la izquierda romana. Entre tanto, unidades del ala izquierda macedonia aparecieron en la cima una a una y dispersas.

### El ala derecha romana interviene

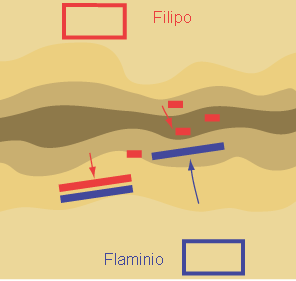
Segunda fase: el ala derecha romana carga contra la izquierda macedonia, que estaba desordenada en la cima de las colinas.

El procónsul, viendo cómo su ala izquierda retrocedía ante el empuje enemigo, entendió que sólo podía salvarse actuando con el ala derecha, de la que fue a tomar personalmente el mando y como vio al ala derecha macedonia ociosa sin hacer nada en la cima mandó atacarla con los elefantes a la cabeza.
Muchas unidades macedonias no podían formar en falange por lo escabroso del terreno, porque el peso de sus armaduras les quitaba movilidad o porque aún estaban en orden de marcha y no en línea de combate. Ninguna unidad tenía suficiente profundidad en sus filas para entablar batalla, así que cuando los paquidermos cargaron contra ellos simplemente rompieron filas en completa confusión. Cuando la falange está perfectamente formada es imposible detener su avance pero cuando se divide en partes sus combatientes individuales pierden su poderío, porque su fuerza radica en la suma de sus integrantes.

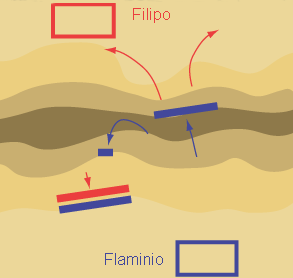
Tercera y última fase: el ala derecha romana destroza al ala izquierda macedonia, luego una porción ataca por la retaguardia a la derecha de Filipo V.

La mayoría de los romanos del ala derecha persiguió a los fugitivos para pasarlos a cuchillo, pero un tribuno tomó 20 manípulos, se percató de que el ala derecha macedonia estaba empeñada en hacer retroceder a la izquierda romana, y aprovechó para atacarla por la retaguardia.
Atacar a un ejército por la retaguardia no es suficiente para derrotarlo, pero los falangistas, una vez con las lanzas abajo y apuntando hacia delante, no podían volverse con facilidad para encarar la nueva amenaza y fueron fácilmente masacrados. Además, eran estos manípulos los que ahora tenían la ventaja de atacar desde arriba. Finalmente, los macedonios tiraron sus armas y escudos e intentaron huir, lo que aprovechó la izquierda romana para contraatacar. Filipo V se retiró con una pequeña escolta montada a poca distancia y contempló su derrota. Cuando se dio cuenta de que las legiones se hacían con la cima, trató de agrupar a todos los tracios y macedonios supervivientes que pudo y huyó. Flaminino llegó a las alturas persiguiendo a los fugitivos, y tras un breve descanso vio a muchos falangistas levantando sus sarisas en alto, lo que le explicaron significaba que se rendían. El procónsul trató de contener a sus hombres pero estos masacraron a casi todos los que encontraron y los supervivientes se dispersaron.

## Consecuencias

### Bajas
Filipo V se refugió en el valle de Tempe, pasando la noche en un lugar llamado la Torre de Alejandro y al amanecer siguió a Gonos, donde intentó reunir a los sobrevivientes. Después de perseguir a los vencidos, algunos romanos empezaron a concentrar a los prisioneros y a robar a los muertos, pero la mayoría saqueó el campamento macedonio. Los etolios se mostraron disgustados porque antes lucharon arduamente pero les tocó una pequeña porción del botín, así que como llegaron primeros al campamento no dudaron en saquearlo y quedarse con la mayoría de sus tesoros. Luego, las legiones se retiraron a su propio campamento a descansar, y pasaron la jornada siguiente marchando a Larisa y capturando prisioneros. A la larga, el Senado permitió a un debilitado Filipo V conservar su reino; los macedonios no volverían a librar una gran batalla campal hasta Pidna, lo que significó que su siguiente generación de falangistas careciera de experiencia.
Tito Livio dice que las cifras de macedonios muertos más realistas son las de Polibio, que también son las más bajas. Estas serían de 8000 caídos y 5000 capturados. Él considera que Valerio Antias exagera cuando habla de 40 000 muertos, 5700 prisioneros y 249 estandartes capturados. Opina lo mismo de Quinto Claudio Cuadrigario, que afirma que los perdedores dejaron 32 000 cadáveres aparte de 4300 prisioneros.

### Análisis
La falange macedónica había dominado los campos de batalla en el mar Mediterráneo desde los tiempos de Filipo II. Sin embargo, en Cinoscéfalas tuvo su primer encuentro con la legión romana y se demostró su obsolescencia. Así, Polibio se preocupó de explicar detalladamente por qué la falange no era invencible. El terreno fue clave en el desarrollo de la batalla, algo que reconoció el historiador griego (como había hecho Heródoto sobre Termópilas o Platea), algo que difiere con la mayoría de crónicas griegas o romanas, que usualmente no se preocupaban de la topografía donde sucedían las batallas.
El historiador Lee Brice señala que leyendo el relato de Polibio, se puede deducir que la derrota se debió principalmente a que la mitad de la falange no logró desplegarse en formación de batalla. Por su parte, el británico N. G. L. Hammond afirmó que la batalla demostró que una falange bien formada y en terreno adecuado era imbatible para la legión romana, de formación más abierta, pero si los macedonios entraban en un terreno difícil que les obligara a abrir brechas en su línea y eran atacados por los flancos o la retaguardia, no podrían responder. También afirma que la penetración de la falange por los manípulos fue decisiva, convirtiendo una victoria macedónica en derrota, pues entonces el ala izquierda macedonia colapso y hábilmente, Flaminio vio su oportunidad y ordenó atacar en un movimiento oblicuo, de forma similar a la maniobra usada por los anglo-españoles en Talavera, según indica Henry William Herbert. Este último también destaca la importancia de la independencia de los mandos medios para tomar la iniciativa, asemejando el movimiento del tribuno anónimo con la carga de François Étienne Kellermann en Marengo.

### Antigua
Los libros son citados en números romanos y capítulos y párrafos en números arábigos. Entre paréntesis aparecen los apellidos de los traductores de las ediciones usadas con el año correspondiente y las páginas citadas.
- Polibio. Historias. Libro XVIII. Véase en Paton, William Roger (1926). The Histories of Polybius (en inglés) 5. Londres: W. Heinemann.
- Plutarco. Vida de Flaminino, parte de Vidas paralelas. Véase en Perrin, Bernadotte (1921). Plutarch's Lives: Agis and Cleomenes. Tiberius and Gaius Gracchus. Philopoemen and Flamininus (en inglés) 10. Cambridge: Harvard University Press.
- Tito Livio. Historia de Roma. Libros XXXII y XXXIII. Véase en Sage, Evan T. (1935). Livy. History of Rome: Books 31-34 (en inglés) 9. Cambridge: Harvard University Press. Véase también Weissenborn, W.; H. J. Müller (1911). Titi Livi ab urbe condita (en latín) 3. Leipzig: Teubner.  Véase también Roberts, Canon (1905).  Ernest Rhys, ed. Livy's History of Rome (en inglés). 4 y 5. Londres: J. M. Dent & Sons. Archivado desde el original el 13 de diciembre de 2004.

### Modernas
- Abel, Jonathan (2021). Guibert’s General Essay on Tactics (en inglés). Leiden: Brill. ISBN 9789004498211.
- Brice, Lee L. (2014). Warfare in the Roman Republic: From the Etruscan Wars to the Battle of Actium (en inglés). Santa Bárbara: ABC CLIO. ISBN 9781610692991.
- Goldsworthy, Adrian (2005). El ejército romano. Madrid: AKAL. Traducción inglés-español por Álvaro Ramón Arizaga Castro. ISBN 9788446022343.
- Hammond, Nicholas Geoffrey Lemprière; Frank William Walbank (1972). A History of Macedonia: 336-167 B.C. (en inglés) III. Oxford: Clarendon Press.
- Herbert, Henry William (1854). The Captains of the Roman Republic: As Compared with the Great Modern Strategists; Their Campaigns, Character, and Conduct from the Punic Wars to the Death of Caesar (en inglés). Nueva York: C. Scribner.
- Keppie, Lawrence (2002). The Making of the Roman Army: From Republic to Empire (en inglés). Nueva York: Routledge. ISBN 9781134746033.
- Sage, Michael (2013). «The Rise of Rome».  En Brian Campbell; Lawrence A. Tritle, ed. The Oxford Handbook of Warfare in the Classical World (en inglés). Oxford: Oxford University Press. pp. 216-235. ISBN 9780199333806.